# Граф Оксфорд
Граф Оксфорд (англ. Earl of Oxford) — один из старейших графских титулов в системе пэрства Англии. На протяжении пяти с половиной веков этим титулом владели представители дома де Веров (англ. de Vere). Их основной резиденцией являлся ранненормандский Хедингемский замок в Эссексе. Графы Оксфорд из рода де Вер не имели официальных второстепенных титулов и в качестве титула учтивости наследников использовали титулы «лорд Вер» и «виконт Балбек», которые они сами себе присвоили. Кроме того, графы Оксфорд долгое время занимали наследственную должность лорда великого камергера. Титул графа Оксфорд  несколько раз передавался по боковым линиям и дважды был конфискован.
Наиболее известным носителем титула был, вероятно, Эдвард де Вер, 17-й граф Оксфорд, которому в популярной культуре с XX века приписывают авторство произведений Уильяма Шекспира. 
После смерти в 1703 году Обри де Вера, 20-го графа Оксфорда, не оставившего наследников, титул перешёл в состояние ожидания наследника, а не был объявлен угасшим. Именно поэтому в 1711 году был создан новый титул — «граф Оксфорд и граф Мортимер»; добавка к основному титулу была сделана на случай, если если кто-то из потомков древних графов Оксфорд выскажет претензии на титул. Аналогичным образом в 1925 году был создан титул «граф Оксфорд и Асквит».

## История титула

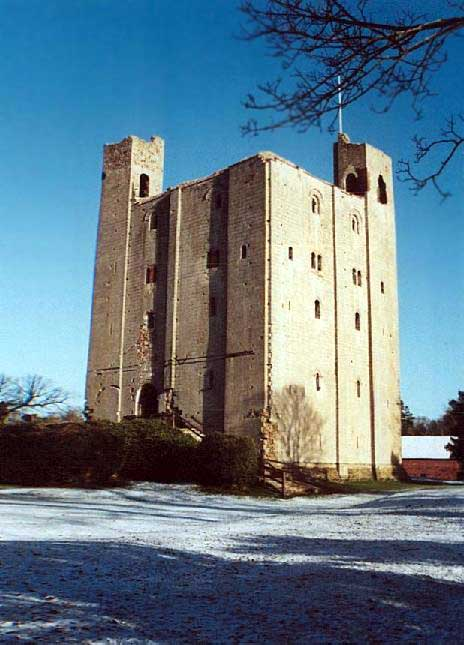
Замок Хедингем в Эссексе — резиденция графов Оксфорд

Предки графов Оксфорд перебрались в Англию после нормандского завоевания. Первый представитель рода де Веров — Обри (Альберик) де Вер I (умер около 1112) получил от Вильгельма I Завоевателя владения в нескольких графствах (в основном — в Восточной Англии). Эти владения составили феодальную баронию, центром которой стал Хедингемский замок в Эссексе. Сын Обри I, Обри II (ум. 1141), был заметной фигурой в администрации Генриха I и Стефана Блуаского; в 1133 году он получил должность великого камергера короля — одну из высших придворных должностей Англии, ставшую наследственной в роде де Веров. А его сын Обри III, один из сторонников императрицы Матильды в период гражданской войны в Англии 1135—1154 годов, получил от неё в 1141 году титул графа Оксфорда. После вступления на английский престол Генриха II Плантагенета право Обри де Вера на этот титул было в 1156 году подтверждено, и до 1703 года его продолжали носить представители семьи де Веров, хотя он несколько раз передавался по боковым линиям и дважды был конфискован. 
Значительное расширение владений де Веров произошло благодаря браку Роберта де Вера, 3-го графа Оксфорда, с наследницей рода Болебеков, предок которой, Гуго (Хью) I де Болебек получил после Нормандского завоевания обширные владения в Бакингемшире. Из-за этого позже графы Оксфорд самовольно приняли титул виконта Болебека. Роберт де Вер, 5-й граф Оксфорд, был одним из сторонников Симона де Монфора и был им в 1265 году вызван в парламент. Он женился на наследнице Гилберта де Сэнфорда, благодаря чему унаследовал должность камергера королевы. Кроме того, впоследствии де Веры стали использовать титул барона Сэнфорда. А Джон де Вер, 7-й граф Оксфорд, женился на одной из сонаследниц баронов Бэдлсмир, из-за чего их потомки использовали данный титул..
Графы Оксфорд, начиная с конца XIV века, играли ведущие роли в политической жизни страны. Роберт де Вер, 9-й граф Оксфорд, был фаворитом короля Ричарда II, став первым в Англии носителем титула маркиза и герцога, не принадлежащим к королевской фамилии. После мятежа лордов-апеллянтов он был вынужден бежать из Англии и умер в изгнании, а его владения и титулы были конфискованы в 1388 году. Он умер в изгнании в 1392 году, после чего владения и титул графов Оксфорд были восстановлены для его дяди, Обри де Вера, 10-го графа Оксфорда, с правом наследования по мужской линии. Кроме того, хартией Ричарда II за ним и его потомками было подтверждено право наследственного владения должностью великого камергера. При этом внук 10-го графа и последующие графы Оксфорд подписывались как «Oxenford».
Во время войны Алой и Белой розы графы Оксфорд являлись одними из наиболее верных сторонников Ланкастеров. Джон де Вер, 12-й граф Оксфорд, убеждённый сторонник Ланкастеров, был в 1462 году обезглавлен вместе со старшим сыном. Он был женат на наследнице баронии Плейз. Титул и владения унаследовал его младший сын Джон де Вер, 13-й граф Оксфорд. В 1474 году они были конфискованы, но восстановлены после восхождения на престол Генриха VII. После его смерти владения и титул получил племянник, Джон де Вер, 14-й граф Оксфорд, однако он умер в 1526 году, не оставив наследников. В результате чего старшая ветвь де Веров прервалась. В итоге титул графа Осфорда и родовые владения перешли к потомкам младшего сына Ричарда де Вера, 11-го графа Оксфорда.
При Елизавете I прославился Эдуард де Вер, 17-й граф Оксфорд (1554—1604), талантливый поэт, драматург и покровитель искусств, которому в XX веке в популярной культуре стали приписывать авторство произведений Уильяма Шекспира. Однако он растратил своё состояние, оказавшись на грани разорения. А со смертью в 1625 году его сына Генри де Вера, 18-го графа Оксфорда, не оставившего наследников, и эта ветвь рода угасла.
Хотя в предыдущем столетии титул и владения графа Оксфорда автоматически получил ближайший родственник по мужской линии, на этот раз претензии на них стал оспаривать Роберт Берти, барон Уиллоуби де Эрзби, который по матери был племянником покойного графа. Палата лордов передала рассмотрение дела о наследовании назначенным судьям, которые после долгих дебатов в апреле 1626 года присудили титул графа Оксфорда ближайшему родственнику последнего графа Роберту де Веру, потомку младшего сына Джона де Вера, 15-го графа Оксфорда, ставшему 19-м графом Оксфордом. При этом должность великого камергера была перевесом в один голос передана Роберту Берти. Баронии же, большинство из которых были самопровозглашёнными, были переданы основным наследникам де Веров.
Новый граф был слишком беден, а его поместья были недостаточны для обеспечения титула, поэтому он служил офицером в Нидерландах, где и погиб в 1632 году. Его сын Обри де Вер, 20-й граф Оксфорд был очень беден и, как и отец, служил в Нидерландах. Однако позже он вернулся в Англию. В 1647 году ему удалось поправить финансовое положение благодаря женитьбе на Энн Бейнинг, дочери и сонаследнице Пола Бейнинга, 2-го виконта Бейнинга, которая обладала большим состоянием. В начале весны 1660 года он стал видным деятелем агитации за реставрацию Стюартов на трон среди так называемых «новых лордов» — аристократов, которые во время гражданских войн в Англии никогда не заседали в парламенте. В итоге после восхождения на трон Карла II Обри пользовался его благослонностью короля, получив несколько должностей, которые позволили ему поддерживать титул. Он поддержал Славную революцию, что обеспечило ему благосклонность нового монарха — Вильгельма III Оранского.
Обри умер в 1703 году. Его единственным выжившим ребёнком была дочь Диана, герцогиня Сент-Олбанс. В итоге род де Веров по мужской линии угас У потомков Дианы память о роде была увековечена благодаря полученного в 1750 году титул барона Вер из Хэнворта. Кроме того, они использовали имена «Обри» и «Вер».
Мужская линия дома де Веров пресеклась в 1703 году. В 1711 году был учреждён новый титул «граф Оксфорд и граф Мортимер» в системе титулов Великобритании, который получил Роберт Харли, крупный государственный деятель начала XVIII века, спикер парламента и лидер английских вигов. Добавка к основному титулу была сделана на случай, если кто-то из потомков древних графов Оксфорд выскажет претензии на титул. Потомки Роберта Харли продолжали носить этот титул до 1853 года.
В 1925 году для бывшего премьер-министра Великобритании Герберта Генри Асквита, руководившего страной в годы Первой мировой войны, был учреждён титул графа Оксфорда и Асквита, который в настоящее время носит его правнук. Двойная форма официального титула объясняется тем, что дальние потомки дома де Вер выступили против присвоения титула графа Оксфорда человеку, не находящемуся в родстве с де Верами. В качестве компромисса король учредил новый, двойной, титул в системе титулов Соединённого королевства. В повседневной жизни, однако, Асквиты обычно именуются просто графами Оксфорд.

## Список графов Оксфорд

Герб дома де Вер

- Обри де Вер, 1-й граф Оксфорд (около 1110—1194);
- Обри де Вер, 2-й граф Оксфорд (умер в 1214), сын предыдущего;
- Роберт де Вер, 3-й граф Оксфорд (умер в 1221), брат предыдущего;
- Вер, Хью де, 4-й граф Оксфорд (около 1208—1263), сын предыдущего;
- Роберт де Вер, 5-й граф Оксфорд (1240—1296) (титул конфискован в 1265 году, восстановлен вскоре после конфискации), сын предыдущего;
- Роберт де Вер, 6-й граф Оксфорд (1257—1331), сын предыдущего;
- Джон де Вер, 7-й граф Оксфорд (1312—1360), племянник предыдущего;
- Томас де Вер, 8-й граф Оксфорд (1337—1371), сын предыдущего;
- Роберт де Вер, 9-й граф Оксфорд (1362—1392) (титул конфискован в 1388), сын предыдущего;
- Обри де Вер, 10-й граф Оксфорд (1340—1400) (титул восстановлен в 1393), дядя предыдущего;
- Ричард де Вер, 11-й граф Оксфорд (1385—1417), сын предыдущего;
- Джон де Вер, 12-й граф Оксфорд (1408—1462), сын предыдущего;
- Джон де Вер, 13-й граф Оксфорд (1442—1513) (титул конфискован в 1475 году, восстановлен в 1485), сын предыдущего;
- Джон де Вер, 14-й граф Оксфорд (1457—1526), племянник предыдущего;
- Джон де Вер, 15-й граф Оксфорд (1482—1540), двоюродный брат предыдущего;
- Джон де Вер, 16-й граф Оксфорд (1516—1562), сын предыдущего;
- Эдвард де Вер, 17-й граф Оксфорд (1550—1604), сын предыдущего;
- Генри де Вер, 18-й граф Оксфорд (1593—1625), сын предыдущего;
- Роберт де Вер, 19-й граф Оксфорд (1575—1632), двоюродный дядя предыдущего;
- Обри де Вер, 20-й граф Оксфорд (1627—1703), сын предыдущего.